# Riotuerto
Riotuerto ist eine Gemeinde in der spanischen Autonomen Region Kantabrien. Die von den Regionalstraßen CA-161 und CA-261 gebildete Achse, die die Orte Solares und Arredondo verbindet, durchquert die Gemeinde von Nordwesten nach Südosten, parallel zum Bach Revilla, einem Nebenfluss des Flusses Miera. 

## Orte
- Angustina
- Barrio de Arriba
- La Cavada (Hauptort)
- Monte
- Rucandio

## Bevölkerungsentwicklung
| 1842  | 1900  | 1950  | 1981  | 1991  | 2001  | 2011  |
| ----- | ----- | ----- | ----- | ----- | ----- | ----- |
| 2.545 | 2.309 | 2.250 | 1.640 | 1.568 | 1.466 | 1.634 |